# Telmatoscopus zeus
Telmatoscopus zeus és una espècie d'insecte dípter pertanyent a la família dels psicòdids.

## Descripció
- Mascle: ales d'1,85 mm de longitud i 0,77 d'amplada, pàl·lides i sense marques; sutura interocular lleugerament arquejada; occipuci lleument protuberant; front amb una àrea rectangular pilosa; palp núm. 2 més llarg que el 3; antenes d'1,35 mm de llargària i amb l'escap una mica més llarg que el pedicel; fèmur i tíbia d'igual mida.
- La femella no ha estat encara descrita.[3]

## Distribució geogràfica
Es troba a Indonèsia: Papua Occidental.